# 渋谷暴動事件
渋谷暴動事件（しぶやぼうどうじけん）は、1971年（昭和46年）11月14日（日曜日）に東京都渋谷区で発生した革命的共産主義者同盟全国委員会（以下、中核派）による暴動事件。
暴動鎮圧に当たっていた新潟県警察機動隊員1名（21歳）が鉄パイプで殴られ火炎瓶を投げつけられるなどして殉職した。

## 事件の経過

### 中核派による暴動の煽動
佐藤内閣はアメリカ側と沖縄返還交渉を進展させ、1971年（昭和46年）11月、国会で沖縄返還協定批准の審議が行われていた。これに対し社会党や共産党、中核派など極左暴力集団は「米軍が駐留を続けることになっており、沖縄返還は反対」と反対運動を起こしていた。
11月10日、沖縄で批准阻止のゼネラル・ストライキが行われ、琉球警察の巡査部長が焼死するなど激しい闘争に発展した（『11.10ゼネスト』または『沖縄ゼネスト』）。
中核派は11月14日、渋谷宮下公園で「11・14 全国総結集・東京大暴動闘争」と称する集会を企図し、中核派全学連委員長が「火炎ビン、鉄パイプはもちろん、爆弾などあらゆる武器を使い、首都に内乱暴動を巻き起こせ。権力の手先である機動隊は徹底的にせん滅せよ」と演説したり、機関紙『前進』で「渋谷に大暴動を」と武装蜂起を煽動した。
このため警視庁は佐藤栄作首相の訪米阻止闘争以来、2年ぶりに最高警備本部を設置、近県からの応援も含め1万2000人の警察官を動員して警戒に当たることになった。東京都公安委員会から百貨店や商店に休業要請が出され、五つの百貨店は全店休業を決定、歩行者天国は中止となり、秋の穏やかな日曜日は厳戒態勢となった。

### 渋谷や周辺部での暴動
14日午後2時5分頃、中核派は京王線上北沢駅の上北沢駅前交番、同線仙川駅、井の頭線神泉駅を火炎瓶で襲った。
渋谷では宮下公園の集会・デモ申請が不許可となり、大盾を構えた機動隊員や私服警官らによる厳戒態勢がとられていたが、中核派の学生らはスーツ姿で群衆に紛れ込んでこれをかわし、渋谷駅周辺の喫茶店などに集結、午後3時頃から突如白ヘルメットを被って機動隊や渋谷駅前派出所を火炎瓶などで襲撃した。
渋谷区神山町の神山派出所周辺では関東管区機動隊新潟中央小隊（新潟中央警察署）27人が警備に当たっていたが、中核派の学生ら約150人が一斉に火炎瓶を投げてこれに襲いかかった。襲撃を受けた小隊は火炎瓶の炎を浴びた隊員が転げまわり、その火を同僚が消火器でようやく消し止めるという状態であり、一時後退を余儀なくされた。ガス筒発射器（ガス銃）を装備した隊員2人が小隊の最後尾に留まり、後退を支援しようとした。うち1人は所持していた3発のガス弾を撃ち尽くしてから脇道を走って逃れることができたが、もう1人のN巡査（21歳）は「殺せ！ 殺せ！」と叫ぶ中核派に取り囲まれ、鉄パイプで乱打されて失神状態に陥った。中核派はさらにN巡査にガソリンをかけた上で「投げろ！」という号令を合図に火炎瓶を次々と投擲した。立ち上がった火柱の高さは、5メートルにもなったという。
事件現場では大坂正明が「殺せ、殺せ」と怒号を上げていたことが後の星野文昭の裁判で確定判決として認定とされているが、星野文昭の裁判（控訴審）では、５点にわたって供述を訂正しており、その際「取り調べが厳しく記憶にないことを言った」「訂正するつもりで出廷した」と証言した。その際、供述調書で「大坂が『殺せ、殺せ』と異様な声で叫んでいた」とあったが、公判で「誰の声か分かりませんでした」と訂正している。
この時の状況を犯人の一人は次のように述べた。
態勢を立て直した隊員らが戻ると、N巡査は真っ黒になってうずくまっていた。顔の識別が難しいほどの全身火傷を負ったN巡査は15日21時25分、死亡が確認された。
船と特急を乗り継いで急遽佐渡島から上京したN巡査の父は、「日本は法治国家です。学生の暴力を取り締まる警察のつとめをNは立派に果たしたと思っています。言論は自由だが、こういう暴力は絶対に許せない」「Nは無口な子でした。しかし、警察官を選ぶときは、はっきり私にいいました。それだけに…」と語った。身体の一部が炭化するほど激しく損傷していたため、母親には対面させられなかった。現場道路のアスファルトは変色しており、火勢の凄まじさを物語っていた。
中核派はN巡査の他にも、新潟県警機動隊員3人に同様の暴力を繰り返し、全治2週間から治癒期間不明の熱傷等の重症を負わせた。
活動家には女性もおり、犯行後マスクと軍手を外し、Gパンを脱ぎ捨てて下に穿いていたミニスカートで逃走するなど、捜査が及ばないようにあらかじめ周到な準備を行っていた。
中核派は『前進』で次のように報じた。
やりきれない思いを抱くN巡査の兄は弔問に訪れた警察庁長官後藤田正晴に対し「誰が悪かったのでしょう」「弟を虫けらのように扱った学生は許せない。でも、学生の暴徒化は予想できたはず。どこかで折り合いをつけられなかったのか」と尋ねた。N巡査は焼死で殉職後、2階級特進し警部補となった（以降、N警部補と表記）。

### 民間の被害
渋谷の商店街は自警団を組織して若い店員が店を警備したが、中核派は自警団をも「反革命分子」と位置づけ襲撃対象とした。
午後4時45分頃、渋谷区道玄坂の喫茶店「ブラジル」（現在は渋谷109）では、中核派活動家が防護用のベニヤ板を剥がし、窓ガラスをゲバ棒で壊した。止めようとした同店店員（21歳）を中核派活動家がゲバ棒で滅多打ちにし、店員は首を4針縫う大けがを負った。助けようとした近くの店員二人も頭などを殴られて軽傷を負った。ベニヤ板は路上に集められ、商店主達の防護策を嘲笑うかのように火が放たれた。
桜丘町の国道246号線では、中核派活動家約1千人が商店街の防護用のドラム缶や工事現場からベルトコンベヤーを盗み出して幅15メートルの道路にバリケードを築いた。
警察施設12か所、公共施設2か所、民家15件が火炎瓶や投石の被害を受け、十数名の民間人が負傷した。付近の結婚式場ではキャンセルが相次いだ。商店は85パーセントが休業して七五三需要の売り上げが失われ、東急本社は損失金額を30億円と推計した。

### 池袋駅山手線電車内での火炎瓶暴発
午後2時20分頃、池袋駅山手線ホームで中核派学生約100人が竹竿を持ち渋谷方面に向かおうとしたのを警視庁機動隊員が見つけ、検問しようとしたところ、到着した山手線の車両内に逃げ込み、弾みで鞄に隠し持っていた火炎瓶が車内の肘掛けにあたって暴発、乗客5人と中核派4人の計9人が火傷をして重軽傷を負ったが、デモに参加していた女性労働者（当時27歳）は、機動隊員が蹴飛ばした火炎瓶の炎を浴び、全身35%の火傷を負い、病院で手当てを受けたが急性肺炎と急性心不全を併発し、11月27日に死亡した。なお、負傷した一般乗客に対しては国鉄から見舞い金が渡された。

### 他地域での暴動
仙台では、東北大学で社青同解放派（反帝学生評議会）による火炎瓶闘争があり、5人が逮捕された。横浜では伊勢佐木町の都橋派出所が火炎瓶の襲撃を受け、内部を焼いた。

## 事件の背景

### 読売新聞
読売新聞は1971年（昭和46年）11月19日の夕刊記事で、暴動事件の背景を以下のように指摘した。
中核派が暴動場所に渋谷を選んだのは以下の理由と考えられる。
- 渋谷は周辺の街路が複雑で警備がしにくい。
- 鉄道の結節点で便が良いため活動家が集結しやすい。逆に結節点のため交通混乱を起こすのも容易。
- ガソリンスタンドや工事現場が多く、武器が手に入りやすい。

また、今回の渋谷暴動事件は、沖縄返還協定の批准反対が目的ではなく、単に大規模暴動を起こす事が主目的であったに過ぎない。その背景には、大規模暴動を引き起こさなければ、中核派組織を維持できないという事情があった。
東京教育大学生リンチ殺人事件の後、中核派幹部が大量検挙され戦術が後退、その間隙をついて反帝学生評議会や革マル派が中核派の組織を分断しながら勢力を伸ばした。極左暴力集団が四分五裂した結果、集団全体の闘争力が低下。こうした状況を打開するために、他派に先駆けて大規模暴動を起こす事で若者に「中核派の行動力に魅力を感じさせ」、活動家の獲得を狙ったものである。
そもそも分裂の原因もマルクス・レーニン主義、共産主義の解釈、情勢展望、闘争戦術など、尤もらしい争点を挙げているが、実体は次元の低い人脈的“権力闘争”であることも少なくない。「街頭闘争」が盛んな時は「内ゲバ」が減り、少なくなれば「内ゲバ」が増えるのは、「街頭闘争」と「内ゲバ」を組織維持の手段としているためである。

### 立花隆
1968年（昭和43年）から1971年（昭和46年）の殆どの暴動の現場を取材した立花隆は『中核vs革マル』で、事件を次のように分析した。
11月14日の渋谷暴動では「機動隊殲滅」という事実はあったものの、1968年（昭和43年）から1969年（昭和44年）の暴動の規模とは程遠いほど小さく、当局の徹底的な警備と、中核派側も14日の直前になって戦力温存を図った事もあり、全体としては当局は暴動の抑え込みに成功した。
また、当局は14日の暴動に関して、集会とデモを両方とも禁止したことにより完全にゲリラ化されて警備がやりにくかった事を踏まえ、11月19日の日比谷の集会とデモの申請は、集会のみ認めてデモを禁止した。これにより、活動家を日比谷公園に封じ込めた上で一網打尽にする事に成功した。中核派活動家は10月21日に280名、11月14日の渋谷暴動で310名、11月19日の日比谷暴動で1600名が逮捕され、壊滅的打撃を受けた。その上、中核派は日比谷暴動以後、集会、デモ双方とも禁止され、事実上破防法適用に近い状態となった。

## 捜査・被疑者の逮捕
警視庁は渋谷地区で309人を現行犯逮捕したが、N警部補の焼殺事件については公安部に特別捜査本部を設置し捜査を進め、42人を検挙した。

### 保健所職員ら5人を逮捕
1971年（昭和46年）12月24日、中核派反戦のリーダーを割り出し、中核派江東反戦のリーダーら男5人（21 - 24歳）を凶器準備集合、公務執行妨害、傷害、放火の疑いで逮捕。

### 女性突撃隊長ら3人を逮捕
1972年（昭和47年）1月19日、中核派中部反戦活動家の女ら男女3人（18 - 23歳）を、凶器準備集合、放火、傷害などの疑いで逮捕。

### 奥深山幸男ら群馬軍団の7人を逮捕
1972年（昭和47年）2月2日、中核派群馬軍団の高崎経済大学4年奥深山幸男ら男女学生7人（18 - 23歳）を、凶器準備集合、傷害、放火などの疑いで逮捕。奥深山らのグループが群馬軍団として襲撃の先頭に立っていて、N警部補殺害にも関与していたとみられた。

### 警官殺害を自供した3人を再逮捕、星野文昭、大坂正明を指名手配
1972年（昭和47年）2月21日、奥深山幸男ら3名をN警部補殺害の疑いで再逮捕。星野文昭と千葉工業大学生の大坂正明を殺人の疑いで全国に指名手配。
警視庁公安部の捜査や容疑者の供述から、星野が軍団の総指揮者であることがわかった。11月14日、中核派活動家150人は国電中野駅ホームに集合、星野が軍団の編成をした。星野は新宿駅などで「機動隊を殲滅せよ」とアジ演説をして代々木八幡駅で下車し、星野、大坂、奥深山、少年2人が先頭に立って神山派出所を襲撃した。逃げ遅れたN警部補を星野らが鉄パイプや竹竿で滅多打ちにし、頭などにガソリンをかけ火炎瓶を投げつけたという。

### 群馬大生を逮捕
1972年（昭和47年）2月27日、群馬大学1年生（21歳）を放火などの疑いで逮捕。

### 群馬工業高等専門学校生を逮捕
1972年（昭和47年）3月18日朝、群馬県庁前で群馬工業高等専門学校2年生（17歳）を傷害、放火、凶器準備集合などの容疑で逮捕。4月6日、17歳の少年を殺人の疑いで再逮捕。

### 逃走中の星野文昭を女性下着万引きで逮捕
1975年（昭和50年）8月6日午後0時30分頃、大分県杵築市奈多の奈多海水浴場に停めてあった車を覗き込んでいる不審な男を巡回中の杵築署員が見つけ職務質問したところ、持っていた紙袋の中から新品の女性下着2点（1000円相当）が見つかり、杵築市内の大交ストアーで万引きしたことを認めたため逮捕した。氏名は黙秘したため、大分県警察が指紋を調べて元高崎経済大学生星野文昭とわかった。

### 警官殺害で6人を起訴
N警部補の殺害については、大坂正明、星野文昭、荒川碩哉、奥深山幸男ら中核派の学生7人（17 - 25歳）を犯人と特定し、大坂を除く6名を1975年（昭和50年）8月までに起訴した。

## 大坂正明の逃亡と逮捕

### 指名手配と家族への影響
事件は大坂の家族に多大な影響を及ぼした。姉は退職を余儀なくされ、婚約も破談になった。事件が起こるまで大坂が活動家となっていたことを知らなかった父親は、大坂を勘当したうえで実家にあった大坂の私物をすべて焼却し、家も引き払った。「（大坂を）東京になんかやるんじゃなかった」と後悔の言葉を口にしていた父親は、事件の数年後に死去した。
1973年（昭和48年）11月以降、大坂の消息は途絶えていたが、共犯者である奥深山が公判中であるため刑事訴訟法第254条第2項により公訴時効が停止した。2010年（平成22年）、殺人罪の公訴時効が撤廃され、捜査は継続された。

### 懸賞金をかけ、足どりを追う警察
2012年（平成24年）3月、警視庁公安部が東京都立川市の中核派非公然アジトへ家宅捜索で押収した暗号文書を解読した結果、大坂は中核派革命軍のメンバーであり、2012年（平成24年）2月まで別の非公然アジトに潜伏していたことや群馬県内の病院で治療を受けていたことが報道された。
2016年（平成28年）1月には、大坂が2007年（平成19年）から2008年（平成20年）夏頃まで、東京都北区の賃貸マンションにある中核派の非公然アジトに潜伏していた可能性があることが分かった。2016年（平成28年）11月1日から、捜査特別報奨金対象事件となり、大坂の逮捕に繋がる情報に300万円の懸賞金がかけられた。

### 46年間の逃亡の末の逮捕
2017年（平成29年）5月18日、大阪府警が兵庫県内のホテルに偽名で宿泊した事件の関係先として、広島県の広島市安佐南区の中核派アジトを捜索した際、公務執行妨害で現行犯逮捕された男が6月7日、親族とのDNA型照合で大坂本人と特定され、殺人罪などで再逮捕された。
捜査員が中核派アジトに踏み込んだ際、大坂は呆然と立ち尽くしていたという。その後、水溶性の書類を浴槽で溶かそうとして捜査員に体当たりし、逮捕された。また、アジトからは、警視総監や警察庁長官経験者、警察庁の局長や課長ら100人程度の私用携帯電話番号や自宅固定電話番号が記載された一覧表、盗聴器などが見つかった。
中核派は組織ぐるみで大坂の逃走を手助けしていたとみられ、警視庁が2012年（平成24年）3月に東京都立川市の中核派アジトを捜索した際に、逃走資金の詳細を記した収支報告書が見つかった。大坂が潜伏するための複数のアジトに一か所当たり20万円を支給し、更に逃走支援者に一人あたり年間250 - 300万円を支給、年間総額は3000万円程度とみられる。
2017年（平成29年）12月8日、警視庁公安部は中核派アジトに潜伏していた大坂ら2人を逮捕した事件の関係先として、東京都江戸川区の同派拠点「前進社」と、大阪市、広島市、福岡市などに所在する支社など、計5か所を一斉捜索した。
大坂の逮捕時に中核派アジトで同居していた中核派活動家は、大坂を匿った犯人蔵匿罪で逮捕・起訴され、大阪高裁は懲役1年2か月の実刑判決を言い渡した。

### 大坂が長期にわたって逃亡を続けられた理由
野村旗守は、大坂が46年間も逃亡を続けられた理由を次のように指摘している。
潜伏中の大坂は、救急搬送をきっかけに身元が判明することを恐れ、逃走中は食中毒などを起こしそうな食べ物は口にせず、偽名でインフルエンザワクチンの接種をほぼ毎年受けていたという。移動する場合は支援者がNシステムや防犯カメラのない経路を下調べした上で経路を決めていたといい、組織を挙げて緻密な計画を立てて潜伏を支えていたことが窺える。

### 中核派アジトの確保に「福島の子供の支援」と知人を利用
大坂の潜伏先の家賃の振り込みに使われていた銀行口座が利用目的などを偽って2016年（平成29年）6 - 7月頃に開設されていたとして、2020年（令和2年）1月に広島県山県郡安芸太田町の町議会議員と中核派活動家2人が詐欺容疑で広島地方検察庁に書類送検されたが、3月11日に不起訴処分となった。
町議らは、知人男性に「（東日本大震災で原発事故が起きた）福島の子供を支援したい」「福島県の子供を支援するための場所が必要」と偽ってマンションの契約や関連する銀行口座の開設を依頼していたという。

### 大坂弁護団の朝日新聞報道に対する申し立て
大坂正明が再逮捕された2017年（平成29年）6月7日、朝日新聞は「警察官の襟元に油、大坂容疑者関与か　渋谷暴動、きょう再逮捕」と見出しを付け、「捜査関係者によると、逮捕された女性の活動家が事件直後、『大坂容疑者が被害者の巡査の襟元に油を注ぎ込むのを見た』と供述したという」と報じた。
これに対し、大坂の弁護団は朝日新聞社の「報道と人権委員会 (PRC) 」に申し立てを行った。PRCは「記事は捜査段階での嫌疑報道として、一定の相当性が認められる」としつつも、捜査当局の見立てを確定的な事実であるかのように報じ、読者に誤った印象を与えるおそれがあったとして、逮捕・起訴された被告側の主張も掲載するよう求める見解をまとめた。

### 大坂正明の親族の手記が『週刊金曜日』に掲載
2023年11月10日に発売された『週刊金曜日』に、「わたしはなぜ冤罪だと信じるのか」と題した大坂正明の親族による手記が掲載された。この手記の中で、客観的証拠が乏しい中での裁判をとおして以下の通り記している（一部抜粋）。

## 裁判

### 元中核派全学連委員長
暴動を煽り破壊活動防止法違反で起訴された元中核派全学連委員長の裁判は最高裁まで争われ、「扇動罪は、言論表現活動のすべてを処罰するのではなく、政治目的の特定の重大犯罪の扇動を、社会的危険な行為として限定的に処罰するものだから、言論、表現の自由を保障する憲法に違反しない」と、扇動罪を合憲とし、懲役3年・執行猶予5年が確定した。

### 奥深山幸男
奥深山は1979年（昭和54年）の一審で懲役15年の判決を受け、東京高裁へ控訴中の1981年（昭和56年）に精神疾患のため裁判に耐えられないとして公判停止になったが、共犯とされた大坂正明が逃走していたため公訴棄却・免訴にはならず36年後の2017年（平成29年）2月7日、入院先の群馬県内の病院で死亡した（68歳没）。

### 星野文昭、荒川碩哉
1987年（昭和62年）7月、最高裁第二小法廷は星野と荒川の上告を棄却、星野を無期懲役、荒川を懲役13年とした二審判決の刑が確定した。徳島刑務所で服役中の星野は冤罪を主張し、再審請求を行っていたが、2019年（令和元年）5月30日に収容先の東日本成人矯正医療センターで死亡した（73歳没）。星野の死後は遺族が獄死の責任を問う国家賠償請求訴訟を起こした。この訴訟は支援団体「星野文昭さんをとり戻そう！全国再審連絡会議」がカンパを集めて支援を続けている。2025年（令和7年）3月24日、東京地裁は刑務所の医療ミスを違法だと認め、国に計約2200万円の賠償を命じる判決を言い渡した。

### 大坂正明
しかし、日米両政府は沖縄の願いを踏みにじり、米軍の増強と自衛隊の進駐によって「基地の島」としての固定化を図るという、ペテン的な返還協定を打ち出しました。
　沖縄県民はそれに反対して、二度の全島ゼネストを敢行し、またコザ暴動という怒りが爆発した闘いも起こりました。
　こうした沖縄の闘いに連帯して、本土の労働者・学生が立ち上がって返還協定批准に反対した闘いが、71年11・14だったのです。
　現在日本では中国による台湾侵攻が喧伝され、その際には日本も参戦するとして準備が進められています。
　日本政府は、憲法を無視して、核の傘を賛美し、軍事費の倍増、基地と軍備の増強、軍需産業の強化、殺傷兵器の輸出等々、あげればキリがないほどの戦争政策を推し進めているのです。
　特に沖縄では、辺野古をはじめ、南西諸島での新基地の建設が強行され、県民の反対の声はことごとく圧殺されています。ミサイル基地には迎撃用だけではなく、敵基地を攻撃するためのミサイルをも配備することが企まれています。戦争が始まったらこの基地が真っ先に攻撃される対象となることは不可避であり、それは沖縄が再び戦争の最前線とされ、本土を守るための捨て石とされるということです。
　この状況は半世紀前に沖縄返還協定に反対した人々が危惧したことであり、それが現実化してしまったということなのです。
　沖縄県民は政府の差別・抑圧攻撃に屈することなく、粘り強く闘い抜いています。この沖縄の声を、本土の私たちは真摯に受け止める必要があります。私は沖縄の声に応えるものとして、この裁判に臨んでいます。
　本裁判では、奥深山幸男さんの免訴問題の不作為についての審理を回避しました。共犯者とされた奥深山さんの裁判が、裁判停止後だけでも36年間もたなざらしにされたのは、私の時効を止めたままにするためです。
　本来ならば、私の時効は成立し、逮捕・起訴はなかったのですが、指名手配が続いたために、この裁判を強いられているのです。このことは「許容しがたい不利益」そのものです。
　奥深山さんの免訴問題の裁判所の不作為は、最高裁における高田事件の免訴という判例（1972年）に照らしても、極めて不公正であり、決して認められるものではありません。
　本裁判では、当時のデモ参加者の供述調書が証拠とされています。これらの調書は、警察と検察がデモのリーダーとみなした人物を重罪とするために作ったストーリーに沿って供述させたものです。
　それは供述した学生たちが逮捕される前の段階で私の写真を入手したことに示されています。
　あるいはITさんの取調べで、連日、「道案内は大坂だろう」と問いつめられ、「心が折れてしまった」と証言していることにも示されています。
　私に関する供述の特徴は、供述者によって私の人物像が異なり、共通点が全くないことです。したがって供述者の数だけ私が存在することになるのです。一体私は何人存在するのでしょうか。こうした人物像がくい違うという一点だけとっても、これらの調書のどれもが信用できないことを証明しているのです。
　ここでは、唯一の物証である、内田写真、中村写真、佐藤写真、横山写真によって、私を見たという供述や略図が嘘か誤認であると証明することに絞って述べます。
　当日の私の特徴を確認すると、身長176センチ㍍位、こげ茶のブレザーと黒っぽいズボン、「中核」のヘルメットを被り、タオルで覆面をし、頭の後で結んでいました。覆面はヘルメットを捨てるまでしていました。ブレザーは1着しか持っていないので間違いようがありませんし、覆面を後ろで結ぶスタイルはどのようなデモでもしていたものです。
　そして行動においては、井の頭通りで、パトカーを追ったので、隊列から遅れてしまい、交番手前で機動隊と対峙した場面、すなわち内田写真・中村写真およびARさんの供述に基づく現場見取図の場面にはまだ追いついていないのです。したがって写真に写っていないのは当然であり、見取図は虚偽だということです。また中村巡査が倒れていた現場でも遅れて着いたのですから、殴ってもいないし、火炎びんを投げてもいません。
　ARさんは、私が白っぽいスーツだったと供述していますが、これは決定的に誤っています。これだけでもまったくデタラメだと言えます。現場見取図に、交番の手前数十㍍の地点でデモ隊が止まっている場面と、交番付近で私が機動隊を殴っていたという場面のものがあります。
　内田写真は交番の手前数十㍍の地点で、デモ隊が止まっていたところから走り出した場面です。
　交番手前の見取図と内田写真は全く同じ場面です。ARさんとAOさんは見取図どおりに内田写真に写っています。（ARさんは、調書によると160センチ㍍位、黒いコート、灰色のズボン、「中核」のヘルメット、メガネをかけ、左手に旗竿を水平に持ち、そのまま直進とあり、そのとおりの姿で写真に写っている。AOさんはベージュのコートで、本人も自分だと認めている）
　しかし、私と星野さんは見取図と違い、内田写真には写っていません。中村写真にも私は写っていません。
　もし見取図が正しいのであれば内田写真に写っていなければならないし、中村写真にも写っていなければなりません。そうでなければ私が真っ先に飛び出していったとか、交番付近で殴っていたという場面など成立しないのです（内田写真と中村写真は3～4㍍程しか離れておらず、時間にすると1～2秒程の差しかない）。

　交番手前の見取図で私がいたとする位置を内田写真で照合すると、そこには白っぽいコートを着た人物が写っています。全体が黒い服装で白は非常に目立つことが判ります。ARさんがこの人物を私だと思い込んだ可能性はあります。この白っぽいコートの人物は「反戦」のヘルメットを被っているので、反戦青年委員会の労働者です。
　OTさんは、中村写真で前から３番目の人物を私だと特定していますが、この人物は黒いコートを着ているので、明らかに私ではありません。この人物は、内田写真と照合すると中央で左手にバールを持った人物のすぐ右側に写っている人物です。バールを持った人物は中村写真では先頭を走っており、その位置関係から、上記のことは間違いありません。
　またこの2人とも、「反戦」のヘルメットを被り、覆面のタオルを後ろで結ばずに、なびかせていることから、私ではないことは明らかなのです。
　そのうえ、OTさんは星野さんの裁判で、機動隊がつかまっているところでの人物特定の根拠は、「体つきだった」「体つきは見なれていれば判る」と証言しています。この論理からすると、私を見なれていないから特定することはできなかったということになります。
　AOさんは中村写真、佐藤写真、横山写真で私を特定していますが、その人物のブレザーは灰色系なので、明らかに私とは違います。そもそもAOさんは私を全く見ていないのです。
　AOさんは星野さん、奥深山さんの一審段階までは、私を殴打現場で見たと供述していました。しかし控訴審で裁判長から「他の人の名前を出すと迷惑がかかるでしょう」と諭すように問われると、AOさんは「幹部ならば重罪はしょうがないと思った。しかし友人の名前は出さなかった」と述べています。そしてその直後の弁護人の「大坂を現場で見たのか」の質問に、初めて「見ていない」と真実を証言したのです。
　つまり私を幹部の一人だと思い込まされ、友人をかばうかわりに、私の名前を出していたということなのです。
　以上を見れば明らかなように、供述者たちは、私の実像を全く認識することなく、架空の人物を作りあげたか、他の人物を誤認したことが、写真という物証をもって証明できるのです。
　Yさん、Iさん、Hさんは、機動隊殴打現場を間近で目撃し、そこには私はいなかったと証言しました。
　検察側はこの3名は革共同のメンバーか、あるいはかつてメンバーだったから、その証言は信用できないと主張します。
　しかし、私はそこにはいなかったのだから、実際に誰も私を見ていないのです。したがってこの3名は見ていないから、「見ていない」と証言したのです。
　この3名の証言が信用できないと言うのなら、証拠とされた供述調書は何をもって信用できると言うのでしょうか。
　私は工学院大学には行ってはいないので、私の名前を出した供述者たちとは面識がありません。彼らは私を知らないまま私をリーダーの一人と思わされて供述したのです。当時、未成年だった供述者たちを、長時間の取り調べ、殺人罪適用の脅迫、大声での恫喝、誘導や父親に殴らせるなどによって作りあげた供述調書です。ITさんの調書は「全て検事の作文だ」と証言しています。
　ARさんは機動隊殴打現場では、「頭がボーッとして無我夢中で、よく覚えていない」と言っていたのに、その後録画を再生するかのように詳しく供述していますが、現実にはそんなことはありえません。
　このような供述調書には全く信用性はありません。とても証拠とすることなどできません。
　デモ隊のリーダーであった星野さんは、これらの調書によって無期懲役の判決を下され、44年間の獄中闘争を強いられ、ついには獄死させられました。この理不尽さを決して許すことはできません。
　私が全く信用性のない供述調書を元に、長期にわたる指名手配をされ、逮捕・起訴されたことも、その後の勾留と裁判に付されたことも全て不公正で理不尽なことです。
2017年（平成29年）6月28日、東京地検は大坂を殺人、現住建造物放火の罪で起訴した。弁護士は「容疑者は100%無実」として釈放を求めたが、警視庁公安部が逮捕後に共犯者や目撃者ら全国の100人以上の関係者に対して改めて行った聴取では、大坂の逮捕容疑を否定する供述はなかったという。
裁判員制度で審理される最古の事件と目される一方、東京地検は裁判員に危害が及ぶ恐れがあるとして裁判員裁判の除外を請求した。2022年（令和4年）3月10日付で東京地裁は裁判員裁判の対象から除外する決定をした。
逮捕後の取り調べに黙秘を続け、2017年（平成29年）6月に東京地裁で開かれた勾留理由開示手続きでも名前を答えなかったが、2018年（平成30年）3月26日に東京地裁でおこななわれた第1回公判前整理手続で「大坂正明です」と述べ、黙秘から一転、本人であることを認めた。
2022年10月25日、大坂の初公判が東京地裁で開かれた。大坂は冒頭の罪状認否で「全ての容疑が事実ではない」と述べ、無罪を主張した。なお星野文昭の判決で、警察官殺害の現場で大坂が「殺せ、殺せ」と怒号を上げていたと認定とされているが、星野文昭の裁判（控訴審）では、５点にわたって供述を訂正しており、その際「取り調べが厳しく記憶にないことを言った」「訂正するつもりで出廷した」と証言した。その際、供述調書で「大坂が『殺せ、殺せ』と異様な声で叫んでいた」とあったが、公判で「誰の声か分かりませんでした」と訂正している。
2023年（令和5年）10月19日、検察側は「民主主義を暴力で破壊しようとした犯行で、反社会的で極めて悪質。他に類を見ない残虐で非道なリンチ殺人だ」として無期懲役を求刑した。同年10月26日、弁護側は殺人などには一切関与していないと改めて主張し、「起訴された五つの罪について完全に無罪だ」と述べて結審した。
2023年12月22日、東京地裁（高橋康明裁判長）は「無抵抗の被害者を一方的に暴行した残虐かつ非道な犯行だ」として、懲役20年を言い渡した。大坂側は即日控訴した。

## 追悼施設

### 慰霊碑

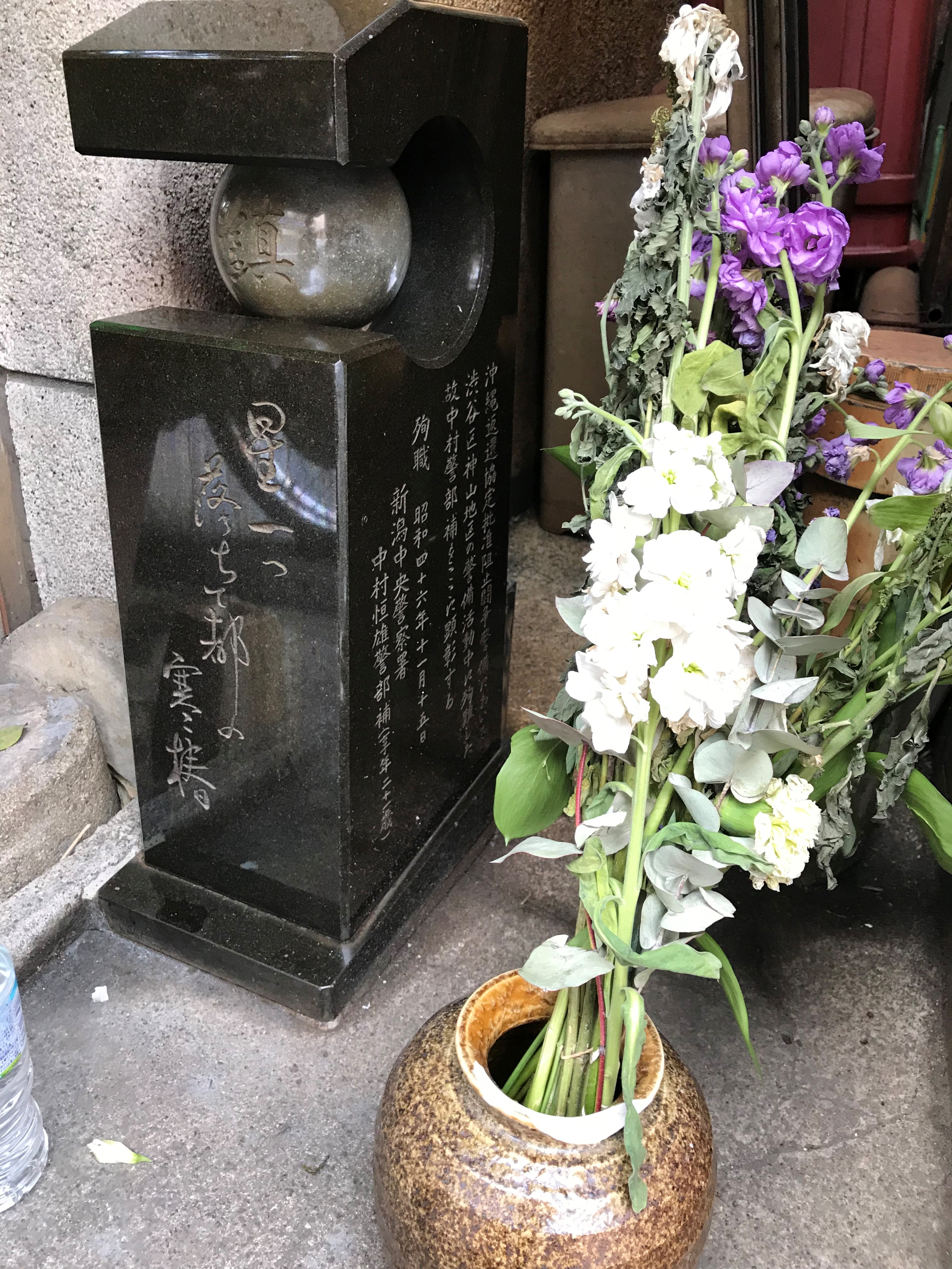
殉職した警察官の慰霊碑

N警部補が惨殺された渋谷区の現場（東京都渋谷区神山町11-9）には、N警部補の慰霊碑が設置されている。
新潟県警察の警察官が年2回、現場付近のマンホールの蓋を慰霊碑代わりにお参りしているのを警視庁渋谷署勤務の警察官が聞きつけ、「これではN警部補が浮かばれない」と、慰霊碑の設置場所を探して奔走。警視庁内で百数十万円の寄付金を集め、2000年（平成12年）慰霊碑建立に至った。現場は当時と様変わりしたが、現在も近隣の住民や非番の警察官が慰霊碑の前で手を合わせたり、花を手向ける姿が見られる。
2016年（平成28年）11月14日と2017年（平成29年）6月29日には、警視庁の沖田芳樹警視総監らが献花に訪れた。
建立当初、慰霊碑はビルの谷間の目立たない場所に置かれていたが、隣接地の工事に伴い2019年（平成31年）3月20日、一時的に渋谷署に保管され、翌2020年（令和2年）には誰の目にも触れやすい、ビルの前の道路わきに移設された。

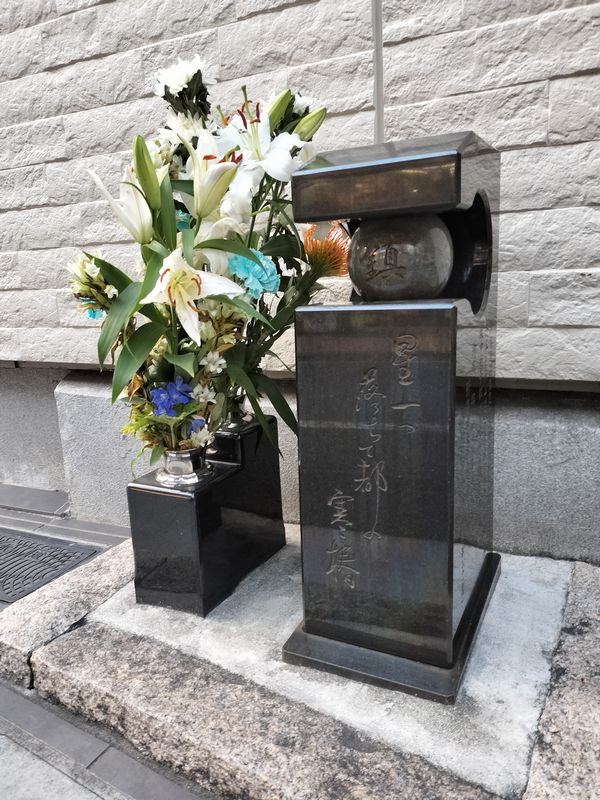
移転後の様子
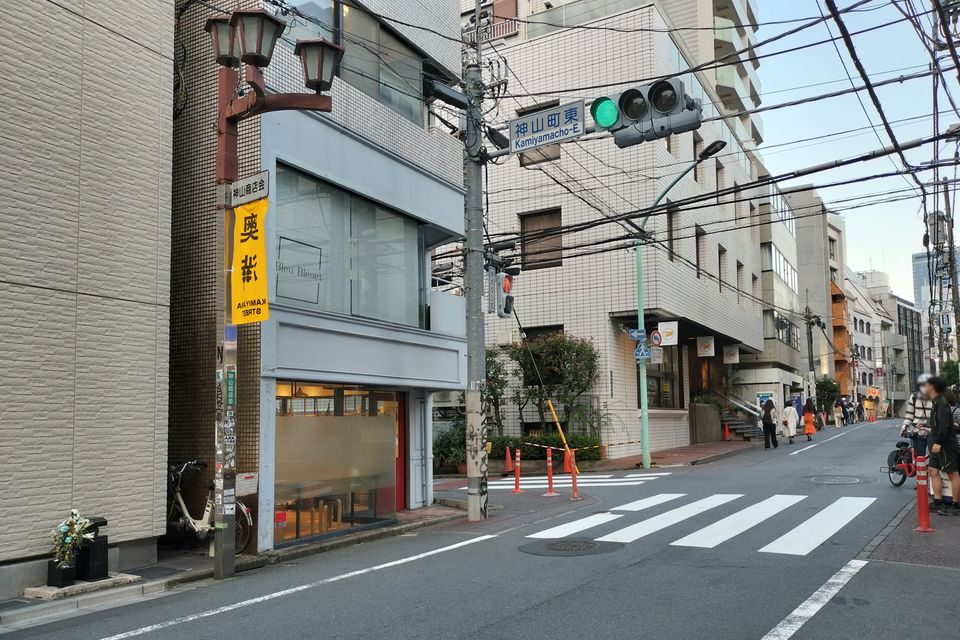
神山町東交差点のそばにある

### 新潟県警察学校展示場
新潟県警察学校3階には渋谷暴動事件の展示場があり、事件当時警備に従事した警察官が実際に使用していた装備やN警部補の遺影が展示されている。